# Безводное (Винницкая область)
Безво́дное (укр. Безводне) — село на Украине, находится в Ямпольском районе Винницкой области.
Код КОАТУУ — 0525680401. Население по переписи 2001 года составляет 974 человека. Почтовый индекс — 24530. Телефонный код — 4336.
Занимает площадь 26,22 км².

## История
В 1946 году указом ПВС УССР село Фелициановка переименовано в Безводное.

## Адрес местного совета
24530, Винницкая область, Ямпольский р-н, с. Безводное, ул. 50-летия Октября, 20